# 休斯敦 (內布拉斯加州)
休斯敦（英語：Houston）是位於美國內布拉斯加州約克縣的非建制地區。

## 歷史
休斯敦的郵局於1887年設立，其後於1928年停運。

## 地理
休斯敦所處的海拔為高於海平面500米（即1641英呎），而該地所採用的時區為UTC-6，即北美中部时区（CST）。同時該地設有夏令時間，為UTC-6調快一小時，即UTC-5（CDT）。